# 레드 퍼지
레드 퍼지(영어: Red Purge, 일본어: レッドパージ)는 연합군 점령하 일본에서 더글러스 맥아더 연합군 최고사령부(GHQ) 총사령관의 지령에 의해 일본공산당 소속 당원이나 동조자를 공공기관이나 민간기업에서 해고한 움직임을 말한다.

## 개요

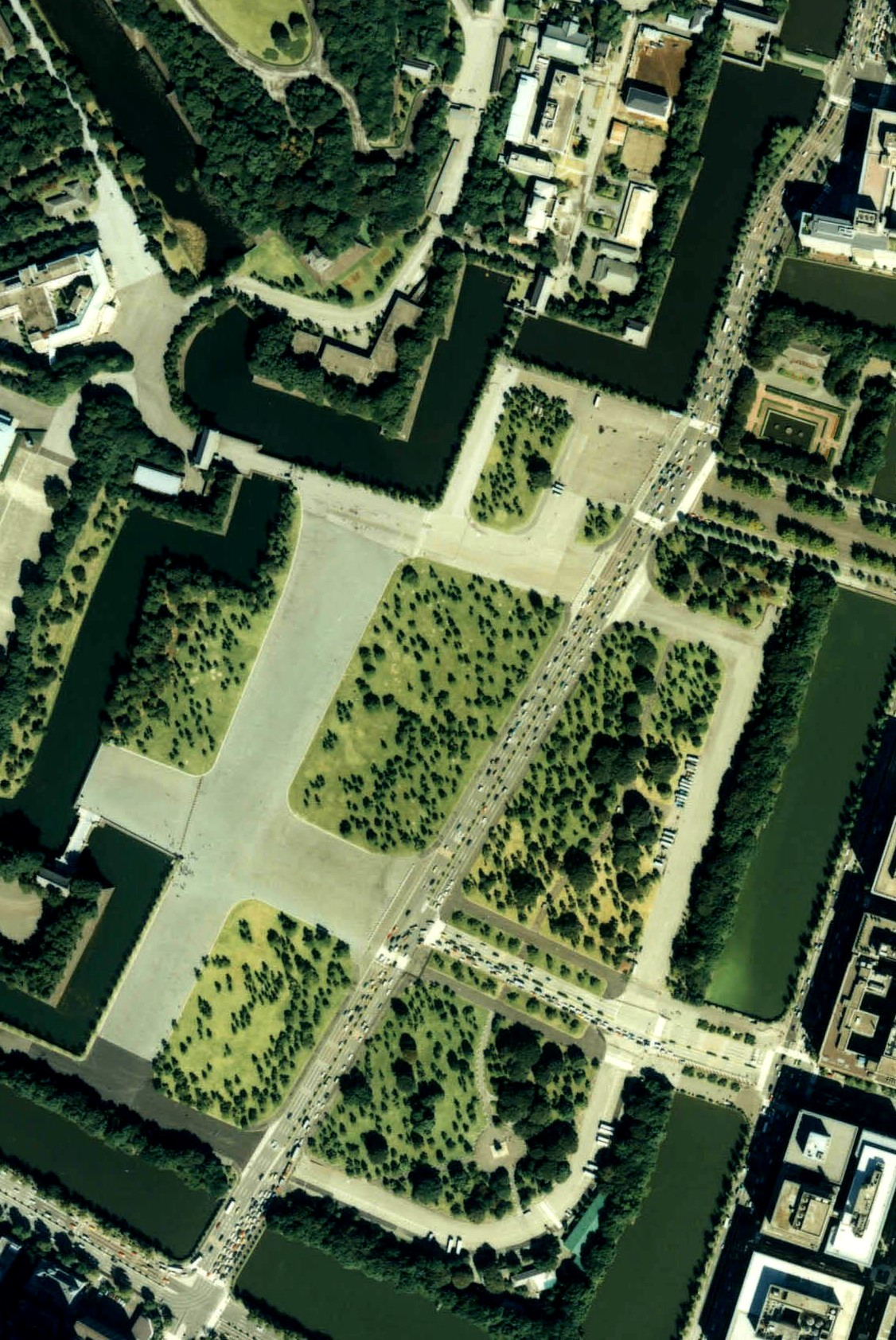
고쿄 앞 광장의 황거외원 부근(1989년 촬영)

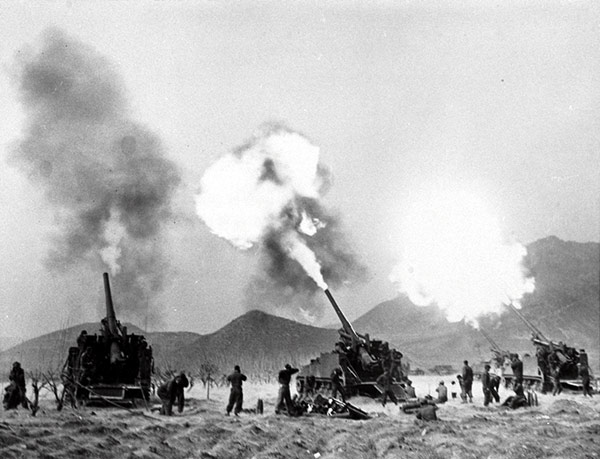
한국 전쟁

제2차 세계 대전에서 패전한 일본의 점령정책을 담당한 GHQ는 민정국(民政局, Government Section, 약칭: GS)을 중심으로 치안유지법, 특별고등경찰, 내무성과 사법성의 폐지 및 해체 등 일본의 민주화를 추진하였다. 이때, 주요 간부가 형무소에서 석방된 일본공산당도 처음으로 합법적인 활동을 시작하였고 이로 인해 노동운동이 과격해지고 대규모 데모나 파업이 일어나게 되었다. 한편, 중국에서는 국공 내전이 진행 중이었는데 마오쩌둥이 이끄는 중국공산당이 승기를 잡아가고 있었으며, 아시아·태평양 지역에서 공산주의가 확대되는 것을 두려워한 미국의 태도 변화로 인해 GHQ의 주도권이 GS에서 참모제2부(G2)로 옮겨가고 공산주의 세력을 탄압하는 방침으로 전환하게 되었다. 이는 미국과 소련 간의 냉전과 맞물린 역코스(逆コース, reverse course)의 일환이기도 하였다.
하지만 1950년 2월 13일 일본공산당이 회합을 열었으나 내용을 허위로 신고하였다하여 단체등규정령(団体等規正令, 파괴활동방지법의 전신) 위반으로 고발당했으며, 5월 30일 메모리얼 데이에는 황거외원에서 일본공산당의 지휘 아래 인민결의대회가 진행되었는데 사복경찰과의 사소한 충돌이 난투극으로 확대되어 점령군과 충돌하는 인민광장 사건이 일어나는 등 대중의 외면을 받기 시작했다. 6월 6일에는 도쿠다 규이치(徳田球一), 미야모토 겐지(宮本顕治) 등 일본공산당 중앙위원 24명과 기관지 「신문 아카하타」 간부들을 공직추방하고 「신문 아카하타」를 정간처분하였다. 같은 해 7월에는 공직추방된 중앙위원 중 9명을 단체등규정령에 근거한 정부의 출두령을 거부한 용의로 체포장을 발부하였다. 이후 이들은 지하에서 활동을 이어가거나 중국으로 망명하게 되었다. 7월 18일에는 「신문 아카하타」를 무기한 발행정지시켰으며, 24일에는 언론기관에서 처음으로 레드 퍼지가 시행되었다. 9월 1일 일본 정부도 각의결정을 통해 공공기관에서 공산당 계열의 사람을 추방하기 시작했고 1950년 12월까지 민간기업에서 19,702명, 공공기관에서 1,196명이 추방당했다.
한편, 1950년 1월 6일 코민포름의 기관지 『항구평화와 인민민주주의를 위하여』는 일본공산당의 지도자 노사카 산조(野坂参三)의 '점령하 평화적 명론'과 관련된 이론을 비판하였는데 이후 일본공산당은 도쿠다 규이치를 중심으로 부분적 자기비판 논평만으로 충분하다는 소감파(所感派)와 미야모토 겐지를 중심으로 코민포름의 비판을 수용하자는 국제파(国際派)로 분열된 상태였기에 조직적인 저항은 거의 불가능했다. 이후 공직추방령은 1952년 샌프란시스코 강화 조약의 발효와 함께 해제되었지만 레드 퍼지로 해고된 노동자들의 복직은 거의 이루어지지 않았으며, 재취업에도 지장을 주었다.
한편, GHQ의 민주화 정책의 영향으로 사회주의를 배경으로 한 노동운동이 과격해졌는데 이를 바탕으로 일본공산당이 세력이 넓혀 1949년 1월에 시행된 제24회 일본 중의원 의원 총선거에서는 공산당이 35석을 획득하였다. 그러던 중에 일어난 일본국유철도 3대 미제 사건이 국철노동조합과 공산당이 계획한 사건이라는 얘기가 퍼지면서 공산당과 공산주의자를 배척하는 분위기가 팽배해진 것도 하나의 원인이다.
1950년 미국에서도 공산주의자의 추방이 이루어졌는데, 상원의원 조지프 매카시의 선동으로 이루어져서 매카시즘으로 불린다.

## 비판
레드 퍼지에 대한 비판도 존재했는데, 직접적인 항의보다는 간접적인 방식이 동원되었다. 1950년 9월 20일에는 <삼계절>이라는 멜로디에 다음과 같은 가사를 붙인 노래를 방송하였으며,
| 사랑을 받았던 공산당이 이제는 베어지고, 갈라지고 추방 망에 걸리고, 단속을 당하고 하아, 단속을 당해서 이제는 베어지고, 갈라지고 체포 망에 걸려서, 단속을 당하고 |

니가타현에 전해지는 민요의 일종인 <사도오케사>(佐渡おけさ)의 멜로디에 다음과 같은 가사를 붙인 노래도 유행하였다.
| 하아, 오른쪽으로 오른쪽으로 초목도 나부낀다. 그건, 그건 말이지 오른쪽은 지내기 좋은가, 살기가 좋은가 하아, 왔지만 또 오른쪽으로 가자 그건, 그건 말이지 오른쪽은 군벌 교수형 |

## 재판
이후 레드 퍼지로 해고된 사람들이 고용주를 대상으로 소송이 있었지만 최고재판소는 'GHQ의 지시에 의한 초헌법적 조치로써 해고나 면직은 유효'라고 판단하여 원고측이 패소하였으며, 이후에 진행된 여러 판결의 판례가 되었다.
1950년 전기통신성(電気通信省), 아가히가라스(旭硝子, AGC), 가와사키 제철(川崎製鉄)에서 추방(해고)된 3명이 사상과 양심의 자유에 대한 침해를 이유로 2004년 인권구제를 신청하는 사건도 있었으며, 2008년까지 70명에 이르는 사람들이 같은 신청을 하였다. 이후 일본변호사연합회의 도움을 받아 고베지방재판소에서 국가배상을 청구하는 소송을 하였다. 원고측은 '언론기관이나 민간의 중요 산업에서의 레드퍼지는 GHQ가 시사(示唆)했지만 지시한 것은 아니며, 일본 정부가 주도했다'고 주장했으나 재판소는 이 주장에 대해 '시사로 받아들였다는 GHQ 문서도 존재하지만 실제로는 GHQ의 지시로써 일본 정부는 따를 의무가 있었다'며, '레드 퍼지는 GHQ의 지시에 의한 초헌법적 조치이며, 해고나 면직은 유효'하다는 종래의 판례를 답습하여 청구를 기각하였다. 최고재판소도 상고를 수리하지 않아 판결이 확정되었다.
일본공산당은 이러한 청구 기각 및 상고 불수리에 대해 '일본변호사연합회도 권고를 했듯이, 일본국헌법 제19조가 보장하는 사상의 자유를 유린하는 인권 침해이며 극히 부당한 것'이라는 항의담화를 발표했다.

## 같이 보기
- 반공주의
- 매카시즘